# Allianz Challenge de France
De  Allianz Challenge de France was in 2010 en 2011 een golftoernooi van de Europese Challenge Tour.
De eerste vier edities waren van de Allianz Golf Tour van 1998-2001, daarna werd het toernooi alleen nog in 2007 en 2010 gespeeld. In 2007 werd het toernooi gecombineerd met de laatste editie van het Open des Volcans. 
Allianz was ook sponsor van het Allianz Open Côtes d'Armor Bretagne, het Allianz Open de Strasbourg, het Allianz Open de Lyon, het Allianz Open de Toulouse.

## Winnaars
| Jaar | Toernooinaam                                       | Baan                         | Winnaar               | Prijzengeld |
| ---- | -------------------------------------------------- | ---------------------------- | --------------------- | ----------- |
| 1998 | Challenge de France                                | Sable Solesmes (bij Le Mans) | Warren Bennett po     | € ?         |
| 1999 | Challenge de France Bayer                          | Golf Disneyland              | Iain Pyman            | € 113.929   |
| 2000 | Le Touquet Challenge de France                     | Golf du Touquet              | Fredrik Andersson Hed | € 120.175   |
| 2001 | Hardelot Challenge de France                       | Golf d'Hardelot              | Mârten Olander        | € 123.257   |
| 2007 | AGF-Allianz Open des Volcans - Challenge de France | Golf des Volcans             | Gareth Paddison       | € 132.093   |
| 2010 | Allianz European Strasbourg                        | Golf de la Wantzenau         | Romain Wattel         | € 150.000   |
| 2011 | Allianz Challenge de France                        | Golf Disneyland              | Nicolas Meitinger     | € 150.000   |

po Warren Bennett won de play-off van Scott Watson.